# Переписи населения в Италии
Перепись населения в Италии — сбор, обобщение, изучение и распространение демографических, экономических и социальных данных, относящихся по состоянию на определённое время ко всем лицам в Италии.
С 1861 года перепись населения проводится в Италии каждые 10 лет, в годы, оканчивающиеся на 1, за исключением 1891 года (из-за финансовой ситуации в стране) и 1941 года (из-за войны). В 1936 году была проведена дополнительная перепись населения. С 1951 года перепись населения объединена с переписью жилищного фонда.

## Цель
Основной целью переписи населения является сбор данных о численности населения по территориальным единицам. Это позволяет определить долю населения, легально проживающего в стране, и обновить муниципальные регистры постоянного населения с помощью так называемой процедуры сравнения переписей. Цели переписи установлены в Указе Президента №. 276 от 22 мая 2001 года. 

## Проведение переписи
Переписи населения в Италии проводятся с помощью так называемого классического метода, состоящего в заполнении переписного листа. Иногда используется отдельный опрос для глав семей.
Вопросы переписи касаются следующих данных:
- дом и его характеристики;
- члены семьи (личные данные, образовательная квалификация, профессия, место учёбы или работы);
- лица, не проживающие в данном доме постоянно (гости, временно проживающие лица).

Переписные листы для семей могут быть двух типов. Полные (красные) листы запрашивают более подробные сведения (наличие в доме отопления, парковочного места и т. п.), чем краткие (зелёные), где требуется только имя, фамилия, дата рождения, место работы и площадь дома.
Начиная с 15 переписи (2011 год) переписные листы не являются анонимными, и каждой семье соответствует порядковый номер. В случае уклонения от участия в переписи предусмотрен штраф в размере от 200 до 2500 евро. В том же году появилась возможность участия в переписи через Интернет.

## Хронология
| №  | Дата            | Территория Италии (в км²) | Постоянное население | Зафиксированное население |
| -- | --------------- | ------------------------- | -------------------- | ------------------------- |
| 1  | 31 декабря 1861 | 248 032                   | 22 176 477           | 21 777 334                |
| 2  | 31 декабря 1871 | 285 930                   | 27 299 883           | 26 801 154                |
| 3  | 31 декабря 1881 | 285 948                   | 28 951 546           | 28 459 628                |
| 4  | 10 февраля 1901 | 285 948                   | 32 963 316           | 32 475 253                |
| 5  | 10 июня 1911    | 285 948                   | 35 841 563           | 34 671 377                |
| 6  | 1 декабря 1921  | 310 144                   | 39 396 757           | 37 932 120                |
| 7  | 21 апреля 1931  | 310 079                   | 41 043 489           | 41 176 671                |
| 8  | 21 апреля 1936  | 310 190                   | 42 398 489           | 42 918 726                |
| 9  | 4 ноября 1951   | 301 201                   | 47 515 537           | 47 158 738                |
| 10 | 15 октября 1961 | 301 224                   | 50 623 569           | 49 903 978                |
| 11 | 24 октября 1971 | 301 252                   | 54 136 547           | 53 770 371                |
| 12 | 25 октября 1981 | 301 263                   | 56 556 911           | 56 335 678                |
| 13 | 20 октября 1991 | 301 302                   | 56 778 031           | 56 764 854                |
| 14 | 21 октября 2001 | 301 338                   | 56 995 744           | 56 133 039                |
| 15 | 9 октября 2011  | 301 340                   | 59 433 744           | 60 457 909                |

Изменение площади Италии после подписания договора в Озимо (1975) объясняется перемещением альпийских ледников.